# Леки крайцери тип „Чикума“
Чикума (на японски: 筑摩型防護巡洋艦) са серия леки крайцери на Императорските ВМС на Япония от времето на Първата световна война. Главният кораб и типа носят името си в чест на реката Чикума в префектура Нагано. Всичко за флота са построени 3 единици: „Чикума“, „Яхаги“ и „Хирадо“. Разработват се под влиянието на конструкцията на британските крайцери от типа „Уеймът“, но са по-тесни, по-дълги и носят бордова броня в района на торпедния отсек. Главният кораб е заложен година и половина по-рано от британските крайцери тип „Чатъм“. Първите бързоходни турбинни крайцери на Япония.

## Конструкция

### Корпус и компоновка
Разпределението на теглото на елементите на крайцерите изглежда по следния начин:
|                           | Маса, t | В проценти |
| ------------------------- | ------- | ---------- |
| Корпус и снаряжение       | 2278,0  | 45,20 %    |
| Бронева защита            | 439,0   | 8,71 %     |
| Въоръжение                | 363,0   | 7,20 %     |
| Енергетична установка     | 1175,0  | 23,31 %    |
| Гориво (въглища)          | 500     | 9,92 %     |
| Оборудване                | 285,0   | 5,65 %     |
| Водоизместимост, нормална | 5040,0  | 100 %      |

### Въоръжение
Основното въоръжение на крайцерите се състои от осем 152 mm оръдия тип 41 с дължина на ствола 45 калибра (по едно на полубака и юта, четири в спонсони по бордовете от фокмачта и гротмачтата и две по бордовете от втория комин). Всички оръдия са разположени на въртящи се установки и имат бронирани щитове, максималната им далечина на стрелбата е 14 800 m при ъгъл на възвишение 18°. По борд стрелба могат да водят 5 оръдия от осемте, по носа и кърмата теоретично до 3. По схема на поместване на основните оръдия типа „Чикума“ е сходен с болшинството бронепалубни крайцери, но се отличава от тях (в т.ч. и „Тоне“) единният им калибър – 152 mm. Към момента на залагане на крайцерите от типа „Чикума“ такава особеност от строящите се кораби имат само британските крайцери от типа „Уеймът“ (заложени през същата 1910 г., но за сметка на по-бързото им построяване встъпили в строй по-рано).
Допълнително има четири 76 mm оръдия тип 41 с дължина на ствола 40 калибра (на горната палуба пред и отзад първия комин), две 6,5 mm картечници Максим и шест 90 cm прожектора Сименс-Шукерт (по два на предния и задния мостик, по един на прожекторните площадки на фокмачтата и гротмачтата). Торпедното въоръжение, както и при „Тоне“, включва в себе си три 450 mm неподвижни еднотръбни торпедни апарата на средната палуба (един в ахтерхщевена, два по бордовете под кърмовия мостик) с общ боекомплект от 6 торпеда тип 44.

### Бронева защита
Както и при „Тоне“, основната защита на крайцерите е броневата палуба, прикриваща енергетичната установка. Тя е сглобена от 22,2 mm листа никелова стомана, бордовите скосове (под ъгъл 35°, с ширина – 2,75 m) допълнително са усилени с 35 mm плочи от същия материал – сумарната им дебелина е 57,2 mm. Пространството между броневата палуба и разположената над нея средна палуба е заето от въглищни бункери, както и между борда и отсеците на енергетичната установка.
Разположеният на средната палуба в кърмата торпеден отсек има стени от 89 mm (срещу 25,4 mm на „Тоне“) плочи крупова броня и таван от 12,7 mm стомана НТ. Бойната рубка се защитава от 102 mm плочи крупова броня.

### Енергетична установка
На крайцерите е поставена паротурбинна установка (с работещи направо на валовете парни турбини) с мощност 22 500 к.с. (16,549 МW). При 150% ръст на мощността в сравнение с носещия бутални машини „Тоне“ тя е само малко по-тежка, енерговъоръжеността нараства от 14,2 до 19,2 к.с. на тон ЕУ. Проектната скорост на хода на крайцерите е 26 възела, или с 3 възела повече, отколкото при предшественика. Така, „Чикума“, „Хирато“ и „Яхаги“ стават първите японски бързоходни турбинни крайцери.
На „Чикума“ и „Хирато“ има по две турбини „Браун-Къртис“ по 11 250 к.с. всяка, произведени по лиценз от фирмата „Кавазаки“. Всяка от тях включва петнадесет степени за преден ход и два ротора за заден, въртящи вала с максимална честота на оборотите 340 rpm. Турбините са близки аналози на поставените на линкорите тип „Кавачи“, само че при крайцерите диаметърът на началната окръжност е намален от 3,66 до 2,74 m. На „Яхаги“ са поставени четири турбини „Мицубиши-Парсънс“, произведени от завода на „Мицубиши“ в Нагазаки. Две от тях са високо налягане (ТВН) и работят за външните валове, две – за ниско (ТНН) и работят на вътрешните, максималната честота на оборотите и в двата случая е 470 об./мин. Допълнително има крайцерски турбини, съединени последователно с ТНН и при преход на икономичен ход работещи на вътрешните валове (крайцерската турбина високо налягане върти левия вал, ниското налягане – десния). Двете турбини за задния ход са поместени в корпусите на ТНН.
Пара турбините получават от шестнадесет водотръбни котли с тръбички с малък диаметър типа „Кампон“ (през 1914 г. с появата на по-съвършените котли „Ро Го“ те получават обозначението „И Го“). Котлите са разположени в четири котелни отделения (четири малхи – в първото и по четири големи – в останалите), продуктите на горенето от тях се извеждат в четири комина (един за всяко отделение). Работното налягане на наситената пара е 19,35 kgf/cm², в дванадесет от големите котела на „Чикумите“ при това се използва прегрята пара (температурата е с 31 °C по-голяма от температурата на наситената пара при същото налягане). По време на проектирането е планирано да се поставят по-старите водотръбни котли с тръбички голям диаметър конструкция на „Миябара“, но котлите от типа „Кампон“ поставени в процеса на строежа. Всички котли имат смесено отопление, максималният проектен запас гориво по проект е 300 дълги тона мазут и 1000 д.т. въглища (фактически: 300+1128 тона за „Чикума“, 311+1198 тона за „Хирато“, 378+1122 тона за „Яхаги“). Максималната далечина на плаване съставлява по проект 10 000 морски мили на 10 възлов ход, 5000 мили при 16 възела ход и 2650 мили 22 възела ход.
| Резултати от ходовите изпитания на крайцерите | Резултати от ходовите изпитания на крайцерите | Резултати от ходовите изпитания на крайцерите | Резултати от ходовите изпитания на крайцерите | Резултати от ходовите изпитания на крайцерите | Резултати от ходовите изпитания на крайцерите |
|                                               | Дата                                          | Място на провеждане                           | Водоизместимост, тона                         | Мощност на силовата установка, к.с.           | Скорост, възела                               |
| --------------------------------------------- | --------------------------------------------- | --------------------------------------------- | --------------------------------------------- | --------------------------------------------- | --------------------------------------------- |
| „Чикума“                                      | Март 1912 г.                                  | Район Мие                                     | ?                                             | 27 400                                        | 26,830                                        |
| „Хирато“                                      | 25 май 1912 г.                                | Район Мие                                     | 4998                                          | 29 536                                        | 27,140                                        |
| „Яхаги“                                       | Май 1912 г.                                   | остров Аваджишима                             | 4970                                          | 26 149                                        | 26,786                                        |

## Строителство
Крайцерите от типа „Чикума“ са строени според програмата за 1907 г., временните обозначения по нея са: крайцери 2-ри ранг „И“, „Ро“ и „Ха“. Поръчките за тях са дадени през ноември 1908 г., на 23 декември 1909 г. те получават имената „Чикума“, „Яхаги“ и „Хирато“ – в чест на две реки и залив. Корабите са официално заложени в периода май до август 1910 г. (макар фактически работите на „Чикума“ и „Яхаги“ да започват на 1 април и 2 октомври 1909 г.), а в строй влизат в периода май-юли 1912 г. Главният крайцер „Чикума“ се строи от арсенала на флота в Сасебо, непосредствено преди това построил и крайцера „Тоне“. „Яхаги“ и „Хирато“ са поръчани на частните корабостроителници на „Мицубиши“ и „Кавазаки“, ставайки първите построени от тях големи бойни кораби (преди това те строят само 381-тонни разрушители и куриерския съд „Могами“).
| Име             | Място на построяване                       | Заложен           | Спуснат на вода    | Въведен в експлоатация | Съдба                                 |
| --------------- | ------------------------------------------ | ----------------- | ------------------ | ---------------------- | ------------------------------------- |
| „Чикума“ (筑摩) | Арсенал на флота, Сасебо                   | 23 май 1910 г.    | 1 април 1911 г.    | 17 май 1912 г.         | Потопен като цел през 1935 г.         |
| „Яхаги“ (矢矧)  | Корабостроителница на „Мицубиши“, Нагазаки | 20 юни 1910 г.    | 3 октомври 1911 г. | 27 юли 1912 г.         | Разкомплектован за метал през 1947 г. |
| „Хирато“ (平戸) | Корабостроителница на „Кавазаки“, Кобе     | 10 август 1910 г. | 29 юни 1911 г.     | 17 юни 1912 г.         | Разкомплектован за метал през 1947 г. |

## Коментари
1. ↑  Канджи 平戸, с което се пише името и на залива, и на крайцера, понастоящем се чете като Хирадо. Но в периода на службата на кораба произношението се различава от съвременното и съответства при четене на Хирато. Виж книгата на Лакруа и Уелс, стр. 8.